# پادشاه جنگل (فیلم ۲۰۰۰)
پادشاه جنگل (به انگلیسی: King of the Jungle) فیلمی محصول سال ۲۰۰۰ و به کارگردانی سث زوی روزنفیلد است. در این فیلم بازیگرانی همچون جان لگویزمائو، رزی پرز، جولی کارمن، کلیف گورمن، مایکل راپاپورت، مریسا تومی، جاستین پیرس، آنابلا شورا، جودی ریس، ریچی پرز، ایان بلیز کلی، رزاریو داوسون و مالکوم برت ایفای نقش کرده‌اند.